# 梁明日

梁明日（朝鲜语：／；1987年7月31日—），朝鮮職业足球运动员，入選過朝鮮國家奧運足球隊及朝鮮國家足球隊。現在效力於朝鮮足球聯賽球會月尾島體育團，曾於2009年效力於中國足球超級聯賽球會成都謝菲聯。

## 簡歷
梁明日在2003年以16歲年齡首次入選朝鮮國家足球隊，並在泰王盃決賽對瑞典國家足球隊中首以替補身分上陣，其比賽最後以4比0負給瑞典國家足球隊而獲得亞軍。
2007年入選朝鮮國家奧運足球隊參與2008年夏季奧林匹克運動會亞洲區足球預算賽，先後在對黎巴嫩國家奧運足球隊和伊拉克國家奧運足球隊比賽中上陣，但最後沒能成功出線。在2009年東亞運動會中，先後在對日本國家奧運足球隊、香港奧運足球代表隊和韓國國家奧運足球隊比賽中上陣，最後獲得第四名。
2010年2月參與了亞足聯挑戰盃，在決賽對土庫曼國家足球隊中以兩黃一紅被逐出場，其比賽以1比1打和並以互射點球方式分出勝負，最後以5比4擊敗土庫曼國家足球隊而獲得冠軍。

## 國際賽進球
朝鮮
| # | 日期          | 場地   | 對手 | 進球 | 比數 | 比賽   |
| - | ------------- | ------ | ---- | ---- | ---- | ------ |
| 1 | 2007年2月17日 | 新加坡 | 阿曼 | 0–2  | 2–2  | 友誼賽 |

## 榮譽

### 國家隊
朝鮮
- 亞足聯挑戰盃冠軍：2010年；

## 連接
- 梁明日在National-Football-Teams.com的資料